# Get Out
Get Out és una pel·lícula de terror  estatunidenca de 2017 dirigida i escrita per Jordan Peele, en la seva estrena: a director d'un llargmetratge. El film és protagonitzat per Daniel Kaluuya, Catherine Keener, Allison Williams, Bradley Whitford, Caleb Landry Jones, Lil Rel Howery i Keith Stanfield.
Get Out va ser estrenada en el Festival de Cinema de Sundance el 24 de gener de 2017, i va ser estrenada als Estats Units el 24 de febrer per Universal Pictures. La pel·lícula va ser aclamada pels crítics i el públic, ha recaptat més de 252 milions de dòlars a tot el món, amb un cost de producció total de 4.5 milions de dòlars. Ha estat subtitulada al català.

## Argument
Per a Chris i la seva promesa Rose ha arribat el moment de conèixer els futurs sogres, i ella el convida a passar un cap de setmana en el camp amb Missy (Catherine Keener) i Dean (Bradley Whitford), els seus pares.
Al principi, Chris pensa que el comportament "massa" complaent dels pares es deu al seu nerviosisme per la relació interracial de la seva filla, però a mesura que passen les hores, una sèrie de descobriments com més va més inquietants el porten a una veritat inimaginable

## Repartiment
- Daniel Kaluuya: Chris Washington
  - Zailand Adams: Chris (11 anys)
- Allison Williams: Rose Armitage
- Bradley Whitford: Dean Armitage
- Catherine Keener: Missy Armitage
- Caleb Landry Jones: Jeremy Armitage
- Lil Rel Howery: Rod Williams
- Betty Gabriel: Georgina
- Marcus Henderson: Walter
- Keith Stanfield: Andre Hayworth / Logan Rei
- Stephen Root: Jim Hudson
- Erika Alexander: la detectiu Latoya
- Keegan-Michael Key

## Producció
La pel·lícula és el debut en la direcció de Jordan Peele, i marca un canvi de gènere per a ell, ja que havia treballat tradicionalment en la comèdia, encara que ha indicat que havia estat esperant per fer una pel·lícula de terror durant un temps. Va dir que els gèneres són similars en què «gran part és el ritme», i va assenyalar que considera que la comèdia li va donar «una espècie d'entrenament» per a la pel·lícula. Les dones perfectes (1975) proporciona inspiració per Peele, que va dir que «és una pel·lícula de terror, però té una premissa satírica». A mesura que la pel·lícula s'ocupa del racisme, Peele declara que la història és «molt personal», encara que assenyala que «gira ràpidament fora de qualsevol autobiografia».
El 21 de setembre de 2015, es va anunciar que Jordan Peele anava a dirigir la pel·lícula de terror Get Out, basada en un guió propi. Jason Blum produirà la pel·lícula a través de Blumhouse Productions juntament amb Sean McKittrick i Edward H. Hamm Jr. a través de QC Entertainment. El 4 de novembre de 2015, Allison Williams es va unir a la pel·lícula per interpretar el paper principal. El 18 de novembre de 2015, Daniel Kaluuya va ser afegit al repartiment de la pel·lícula. El 3 de desembre de 2015, Catherine Keener va signar per interpretar un paper important en la pel·lícula. El 16 de desembre de 2015, Caleb Landry Jones es va unir a l'elenc. El 17 de desembre de 2015, Lil Rel Howery també es va unir a la pel·lícula. El 6 de gener de 2016, Bradley Whitford es va unir a la pel·lícula: coprotagonista. A mitjans de febrer de 2016, Betty Gabriel i Keith Stanfield també es van unir a l'elenc de la pel·lícula.
El rodatge de la pel·lícula va començar el 16 de febrer de 2016.

### Final original
Peele va pensar originalment per al final de la pel·lícula amb Chris detingut per la policia per l'assassinat de Rose i la seva família, i la intenció de l'escena: un reflex de les realitats de racisme. No obstant això, quan la producció havia començat, van tenir lloc diversos trets de la policia contra persones de raça negra, i va decidir que la pel·lícula necessitava un final feliç.

## Rebuda

### Taquilla
Als Estats Units i el Canadà, Get Out va ser llançada el 24 de febrer de 2017, al costat de Collided i Rock Dog, i s'esperava recaptar 20-25 milions de dòlars en 2.773 sales de cinema en el seu primer cap de setmana. La pel·lícula va fer 1,8 milions de vistes prèvies de la nit del dijous i 10,8 milions en el seu primer dia, acabant en primer lloc en la taquilla. El 38 % de l'audiència del cap de setmana d'obertura de la pel·lícula era afroamericà, mentre que el 35 % era de raça caucàsica, amb Atlanta el seu mercat més rendible. En el seu segon cap de setmana la pel·lícula acaba en el segon lloc en la taquilla darrere de la nova pel·lícula de superherois Logan (88,4 milions), guanyant en total 28,3 milions de dòlars. Va ser una caiguda de només el 15,4 %, que és superior a la mitjana de les pel·lícules de terror; pel·lícules del mateix gènere tendeixen a caure almenys un 60 % en la seva segona setmana.

### Crítica
A Rotten Tomatoes, la pel·lícula té un índex d'aprovació del 99 % basada en 280 comentaris, amb una qualificació mitjana de 8.3 / 10. El consens crític del lloc diu: "És curiosa, poruga, i estimulant, Get Out sense problemes teixeix les seves mordaces crítiques socials en un passeig brillantment efectiu i entretinguda emoció de terror / comèdia". A Metacritic, la pel·lícula té una puntuació de 84 sobre 100, basada en 48 crítics, la qual cosa indica "aclamació universal". El públic consultat per CinemaScore van donar a la pel·lícula una qualificació mitjana de "A-" en una escala de A + F.
Richard Roeper va donar a la pel·lícula 3.5 / 4 estrelles, dient: "La veritable estrella de la pel·lícula és el director i guionista Jordan Peele, que ha creat una obra que aborda els nivells miríada de racisme, ret homenatge a algunes grans pel·lícules de terror, retalla el seu propi camí creatiu, té un estil visual distintiu - i és senzillament divertit així". Keith Phipps d'Uproxx va elogiar el repartiment i la direcció de Peele, assenyalant: ". El fet que porta l'habilitat tècnica d'un mestre de terror és més que una sorpresa 'L'emoció final Get Out' - més enllà del sentit la lenta formació de perill, l'atmosfera inquietant, i la revelació enrevessada del que realment està passant - Peele és que acaba de Getting Started ". Peter Travers de Rolling Stone va donar 3,5 / 4, i va afirmar: "espectacle de terror sacsejat cada minut barrejat amb la tensió racial i l'enginy satíric picant."
"Un pròleg brillant en forma i fons (...) dona pas a una sàtira sòrdida que no tem escalar cap al cop d'efecte pulp (…) Puntuació: ★★★★ (sobre 5)"

## Premis
- 2017: Premis Independent Spirit: 5 nomin. incloent millor pel·lícula i director
- 2017: National Board of Review (NBR): Top 10, millor repartiment i direcció novella
- 2017: Premis Gotham: Millor nou director, guió i premi del públic
- 2017: Premis Satellite: Nominada a millor pel·lícula, director, guió original i direcció artística.
- 2017: British Independent Film Awards (BIFA): Nominada a millor pel·lícula internacional independent.